# Fiat 413
Il Fiat 413 (anche noto come Viberti Monotral CV61) è stato un modello di autobus italiano prodotto nel 1961 dalla Fiat e dalle officine Viberti, specificamente per l'effettuazione di servizi speciali in occasione dell'Expo 1961 a Torino.

## Storia

### Tecnica e sviluppo

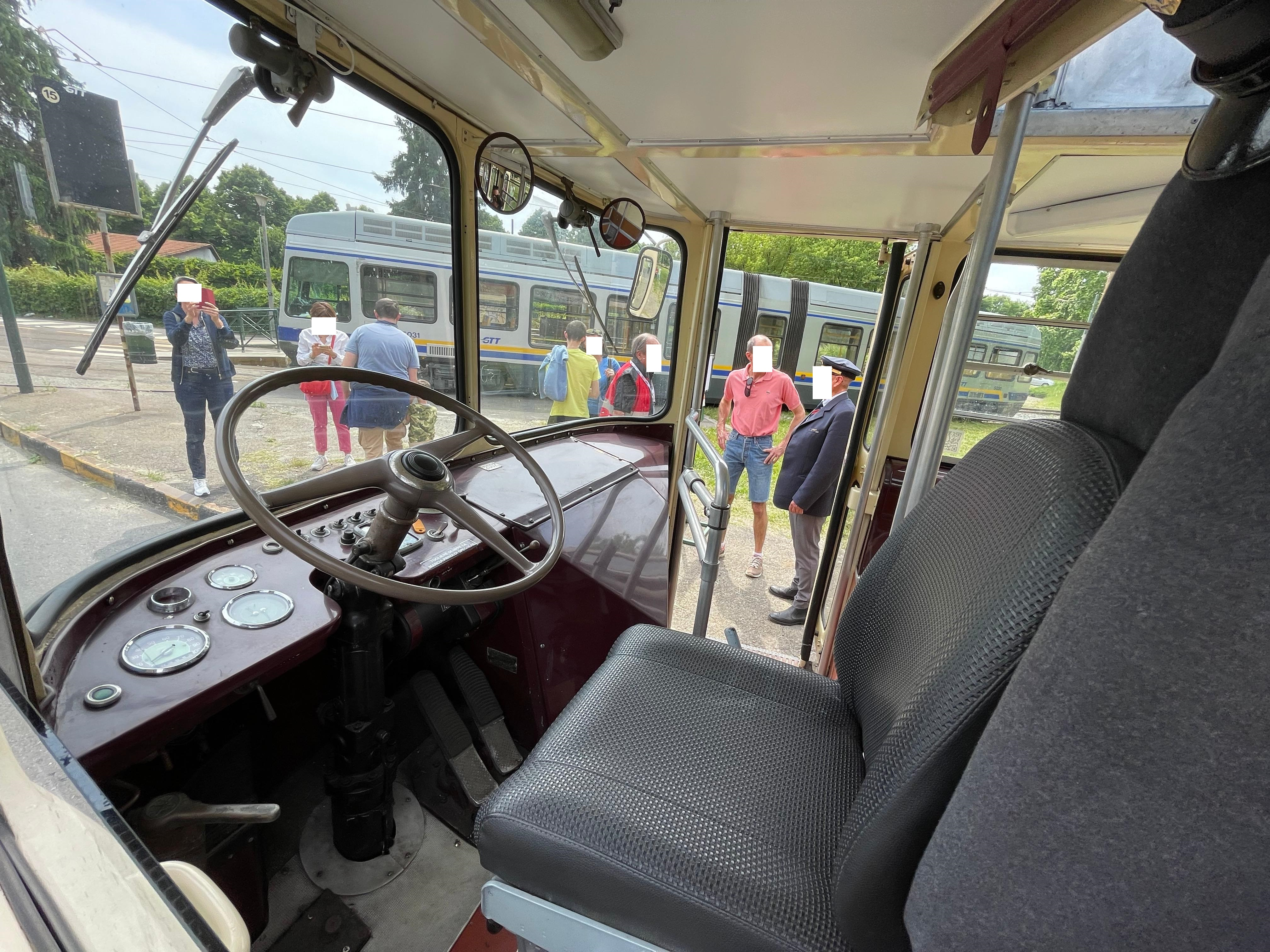
Posto guida, isolato fisicamente dal resto del bus e accessibile tramite un'apposita porta sul lato sinistro

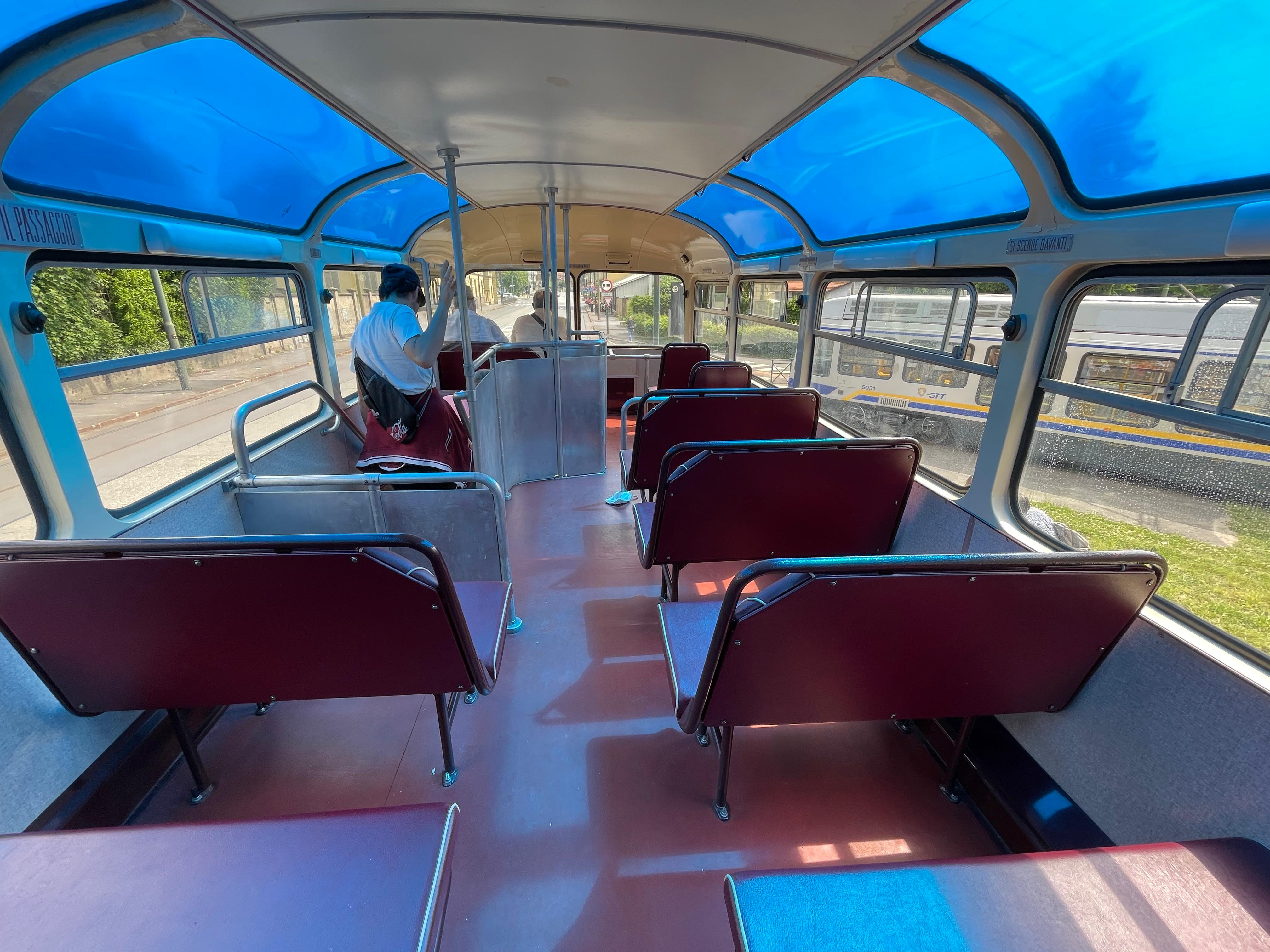
Interno del piano superiore

Nel 1960 la divisione autobus della Fiat e le officine Viberti (specializzate nella carrozzeria e allestimento di mezzi pesanti) risposero alla commessa dell'ATM per la realizzazione di un autobus speciale ad elevata capienza, destinato all'effettuazione di servizi urbani durante l'esposizione universale prevista per l'anno successivo a Torino, in occasione del centenario dell'Unità d'Italia.
Fiat approntò allo scopo il telaio 413 a 3 assi, sul quale la Viberti costruì un autobus a 2 piani, con scocca di tipo Monotral (struttura portante della carrozzeria in acciaio a traliccio saldato). Il mezzo presentava il pianale ribassato, una novità per l'epoca in ambito italiano, e aveva una lunghezza di 12 metri per 4,15 di altezza; l'interno fu allestito con 67 posti a sedere, dei quali 47 all'imperiale (dotato di una particolare finestratura "panoramica" e accessibile da una doppia scaletta interna - una per la salita, l'altra per la discesa), più circa 70 posti in piedi al livello inferiore. Ogni sedile del piano superiore fu inoltre equipaggiato con un sensore di peso che, allorché una persona vi si accomodava, accendeva una spia su un apposito pannello posto presso il banco del bigliettaio, che in questo modo poteva verificare quanti fossero i passeggeri imbarcati e se vi fossero ancora posti liberi. La salita dei passeggeri avveniva dalla porta posteriore, la discesa dalla paracentrale e dall'anteriore, tutte chiuse con ante elettropneumatiche "a libretto", delle quali una a doppio battente e due a quadruplo. 

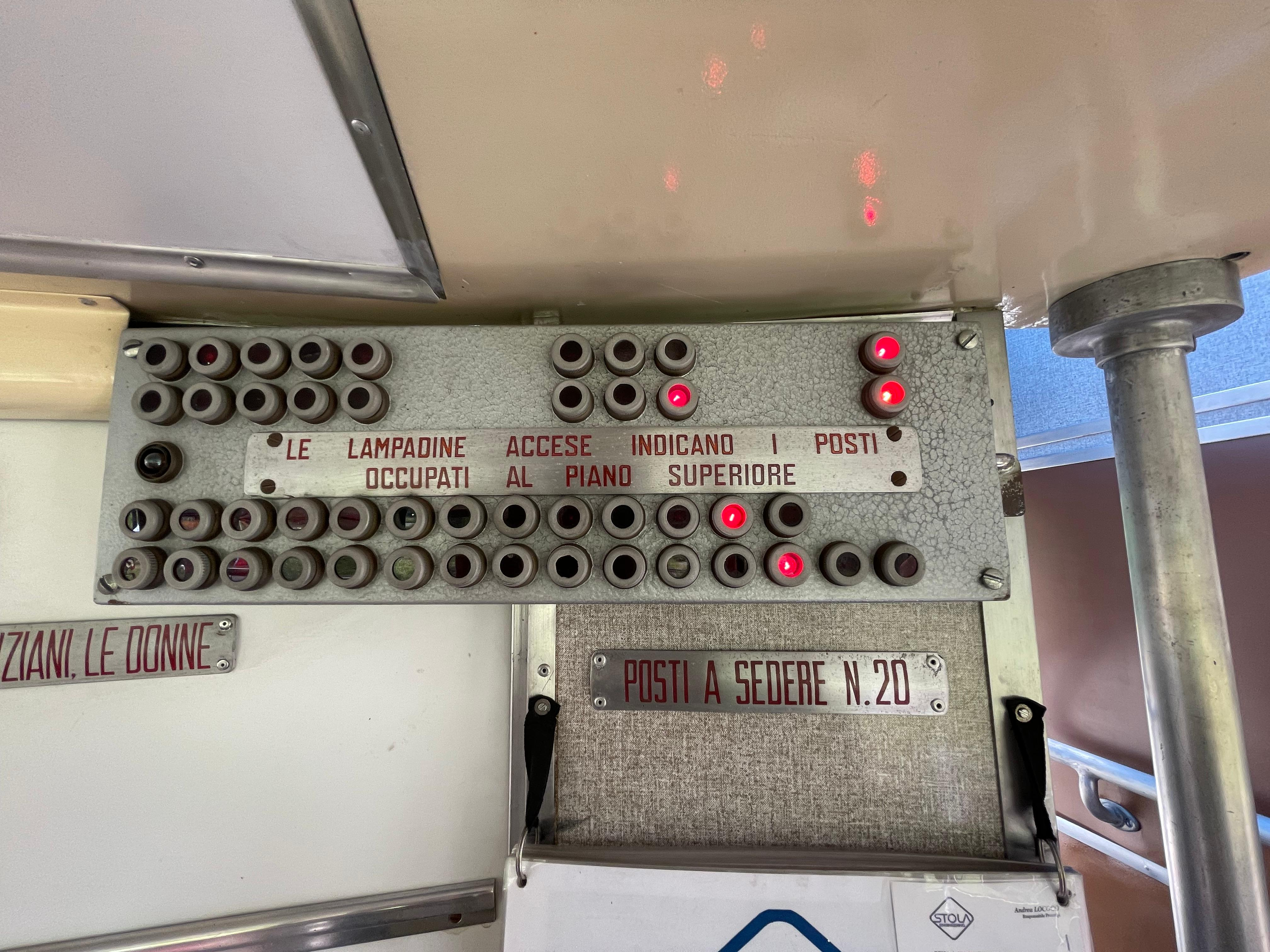
Pannello di controllo dell'occupazione dei posti al piano superiore

Il motore 203.0/156 era derivato da quello in uso sull'autocarro Fiat 682 S, a 6 cilindri da 10,7 litri, con l'aggiunta di sovralimentazione, per una potenza di 175 cavalli. Derivato dal 682 era anche il cambio semiautomatico Magneti Marelli, che tuttavia era privo di riduttore ed era invece dotato dei comandi elettropneumatici di servoassistenza mutuati dagli autobus Fiat 401 e 411 Cameri; la frizione era a comando automatico con convertitore idraulico. Le sospensioni erano pneumatiche. Il collocamento del propulsore in un vano laterale permise di ottimizzare lo spazio dell'ambiente passeggeri al pianterreno.
L'adozione di un bus a due piani per il servizio urbano era una novità assoluta per l'Italia; l'unico precedente era infatti costituito da una versione speciale del torpedone Lancia Omicron, costruita nel 1927 ma destinata, a differenza del 413, alla lunga percorrenza. Per questo motivo, l'iter di omologazione del "double decker" torinese fu particolarmente lungo e complesso: particolari timori erano legati al fatto che un mezzo così voluminoso e pesante potesse danneggiare i passaggi stradali sopraelevati; l'autorizzazione alla circolazione fu infine rilasciata per la sola area urbana di Torino.

### Impiego operativo
Dopo averli impiegati per il trasporto dei visitatori all'esposizione universale, negli anni successivi l'ATM mantenne in servizio i 12 esemplari costruiti, numerati da 2001 a 2012, pellicolati in livrea rosso-crema, impiegandoli dapprima sulla linea 64, poi negli ultimi anni per operare corse speciali a beneficio delle maestranze della Fiat. Nel 1985 tutti i bipiano vennero ritirati dal servizio e avviati alla demolizione, con la sola eccezione delle unità 2002 e 2006, che vennero però conservate con poco riguardo: il 2002, privato di quasi tutte le componenti meccaniche, finì per essere usato come torre di osservazione nel maneggio della Società Ippica Torinese a Stupinigi.

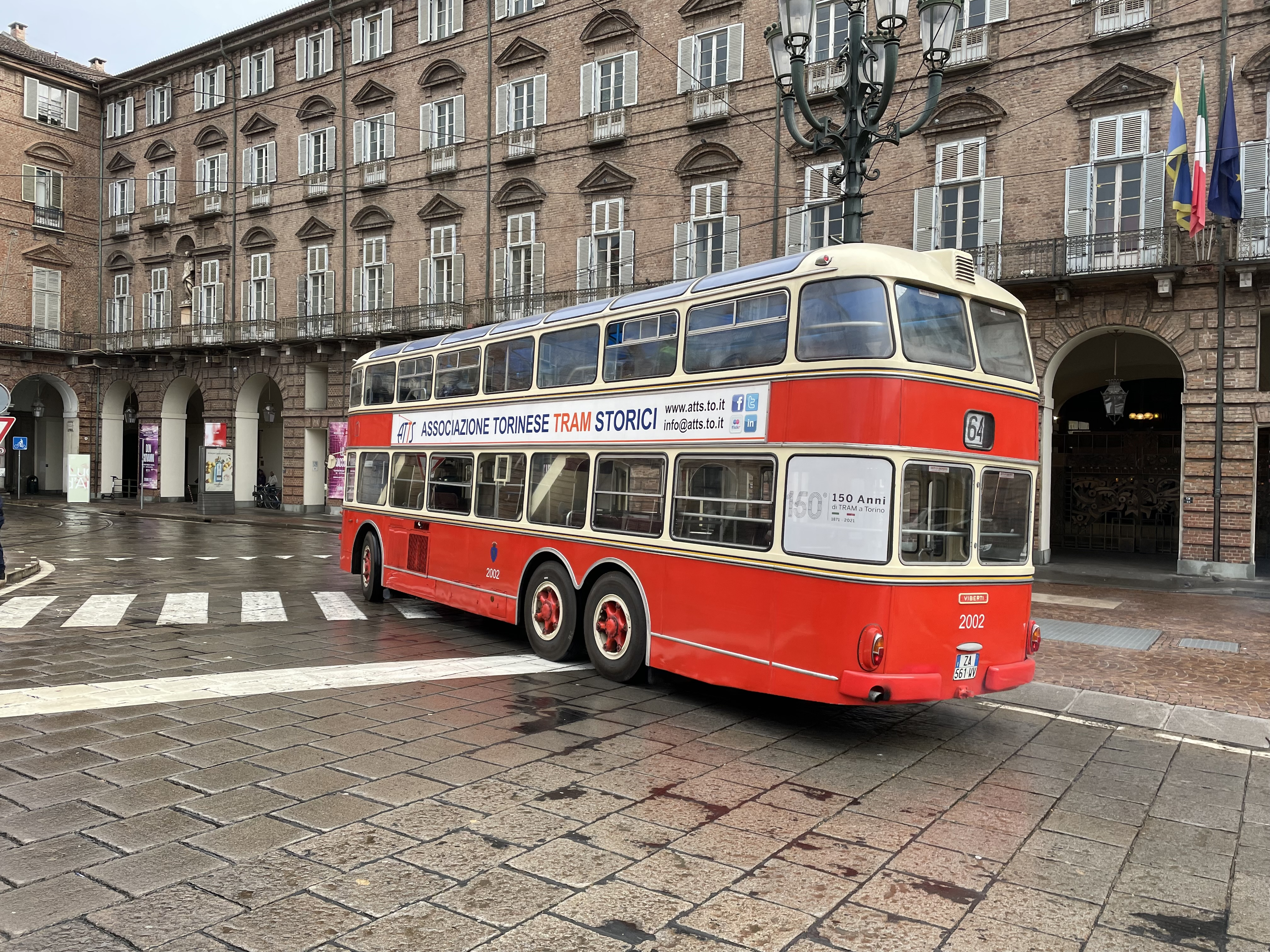
Vista posteriore del Fiat 413 impegnato in un servizio speciale durante il Torino Trolley Festival 2022; sulle velette sono state ripristinate le indicazioni della linea 64. Il motore è alloggiato dietro la griglia nera vicino all'asse anteriore

Verso gli anni 2010, per interessamento di alcuni privati e dell'Associazione Torinese Tram Storici, le unità superstiti vennero recuperate dall'accantonamento e impiegate per ripristinarne una in condizioni di marcia. La carrozzeria del 2002 venne quindi unita alla parte meccanica del 2006, integrando le mancanze col recupero altrove di ulteriori componenti mancanti; in tal modo nel 2011 il Fiat 413 numero 2002 venne reimmatricolato e restituito all'operatività quale veicolo storico, per l'impiego in servizi speciali o rievocativi anche al di fuori di Torino (previa omologazione concessa ad hoc, allorché si scoprì che nel 1961 la circolazione del mezzo era stata autorizzata solo per l'area urbana), con proprietà equamente condivisa (metà ciascuno) tra ATTS e GTT. Risulta essere l'unico bus d'epoca a due piani operativo in Italia.